# Varga Studio
Varga Studio је био је студио за анимацију у Будимпешти. Радила је од 1988. до 2005. и била је једна од девет водећих европских кућа за анимацију.
За кратко време, студио је од подизвођача за велике компаније постао партнер копродукцијским наручиоцима, а потом и самостална радионица са сопственим радовима.  Већина њихових продукција је произведена за европске земље, али су радили и за амерички Warner Bros. и 20th Century Studios, као и за енглески BBC и немачки ZDF. Репертоар студија укључује традиционалне методе анимације, као и најновије компјутерски генерисане 2D и 3D анимације и специјалне ефекте. Такође је помогао у прављењу доста реклама за чоколаду Butterfinger, као и неких музичких спотова за Симпсонове, као што су Do the Bartman или Deep Deep Trouble.
Студио је од 2000. производио цртане филмове као подизвођач тада основаног Varga Holdings-а и његовог власника Varga Holdings., регистрованог у Енглеској.  Серија цртаних филмова Мр. Бин достигла је скоро 4 милиона прегледа на својој премијери у Енглеској.  Цена производње била је више од шест милиона долара. 

## Стечајни поступак
Над студиом је 2005. године покренут стечајни поступак. Суд је наложио ликвидацију радионице на иницијативу бившег радника Varga Studio. APEH је покренуо и извршење против компаније због доспелих дугова. Поред финансијских потешкоћа, студио се борио и са чињеницом да су страни менаџери компаније будућност видели у јефтином, масовном уговорном раду, док су мађарски менаџери желели да преузму квалитетнији, пре свега копродукцијски посао. 

## Продукције
- 2001 - Анђелина балерина
- 2002 - Мр. Бин[6]